# Gerrit de Wit (ambtenaar)
Gerrit de Wit (1957) is een Nederlandse voormalig politiefunctionaris en rijksambtenaar. Hij is bekend geworden als klokkenluider van het ministerie van VROM.
Na een carrière als rechercheur bij de regiopolitie Midden- en West-Brabant was hij werkzaam bij het ministerie VROM. Hij constateerde fraude en ambtelijke corruptie binnen het ministerie. Eind jaren 1990 maakte hij zijn constateringen publiek. Samen met Henk Laarman werd hij door de toenmalige minister van VROM Pronk daarvoor geprezen met een 'kwaliteitsbevordering'. Vervolgens startte de ambtelijke top een ontslagprocedure tegen hem, die jaren duurde.
Samen met Cees Schaap en Ton Bazelmans richtte hij in 2004 Europa Transparant op. Bij de Europese Parlementsverkiezingen 2004 behaalde Europa Transparant met Paul van Buitenen en Els de Groen twee zetels. Samen met Alexander Brom en Van Buitenen richtte hij in 2004 Nederland Transparant op. De Wit was samen met Alexander Brom duo-lijsttrekker voor deze partij bij de Tweede Kamerverkiezingen van 2006. Hij was ook adviseur bij de Mithra Stichting, het wetenschappelijk bureau van Nederland Transparant.